# Stadio El Massira
Lo stade El Massira (in arabo: ملعب المسيرة الخضراء) è uno stadio situato a Safi, in Marocco, ed è lo stadio ufficiale del Olympique de Safi. Ha una capienza di 15.000 posti a sedere ed è stato inaugurato nel 1936.